# A Caminho da Luz
A Caminho da Luz é uma obra de Francisco Cândido Xavier que, alegadamente, atribui a autoria a um espírito de nome Emmanuel.
A obra foi publicada em 1939 pela Federação Espírita Brasileira (ISBN 8573285559).
O livro aborda a história da civilização, destacando fatos que transformaram o planeta, a partir da ótica da espiritualidade, como frisa o autor na sua introdução. Temas abordados:
- A gênese planetária;
- A civilização egípcia;
- A Índia;
- A família indo-europeia;
- Os hebreus;
- A China milenária,
- A Grécia e a missão de Sócrates;
- Roma e os desvios do Império Romano;
- A vinda de Jesus e o movimento cristão subsequente;
- A invasão dos bárbaros;
- A Igreja medieval;
- As Cruzadas e o abuso do poder religioso;
- A renascença do mundo;
- A Reforma Protestante;
- A Revolução Francesa;
- Outros temas históricos.